# 临时波兰革命委员会

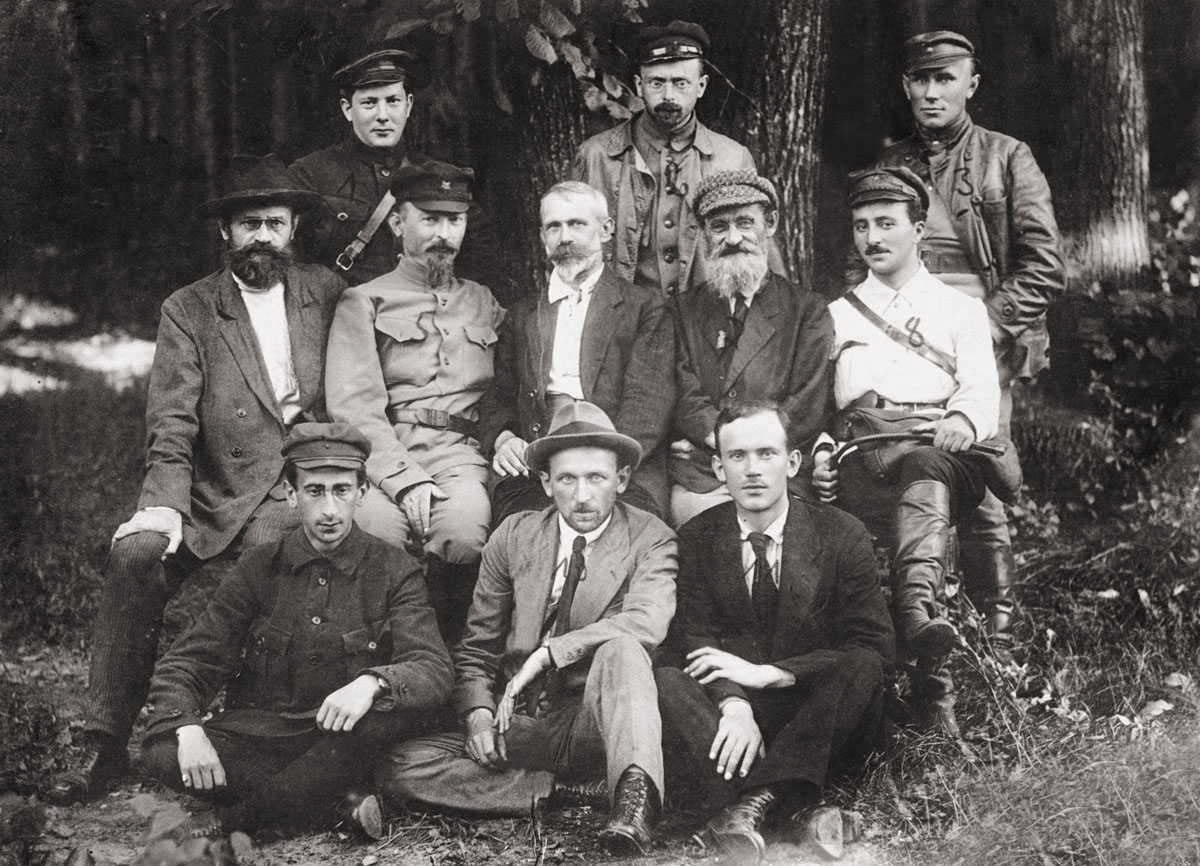
临时波兰革命委员会成员合影（中排从左至右：伊万·斯克沃尔佐夫-斯捷潘诺夫、费利克斯·捷尔任斯基、尤利安·马尔赫利夫斯基、菲利克斯·科恩；下排中间：马里安·斯托科夫斯基）

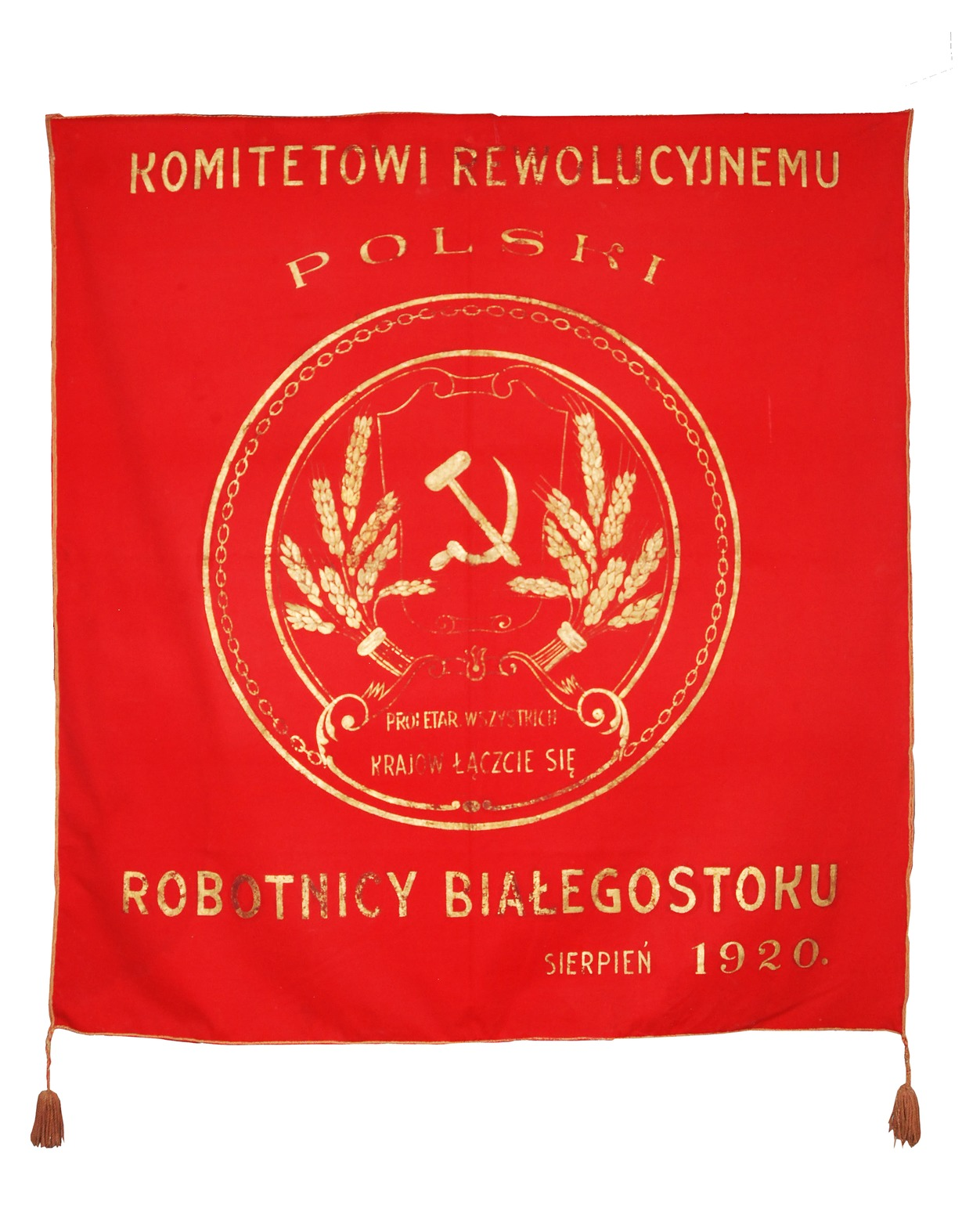
1920年8月，比亚韦斯托克工人捐赠的临时波兰革命委员会旗帜

临时波兰革命委员会（波蘭語：Tymczasowy Komitet Rewolucyjny Polski，缩写为Polrewkom；1920年7月23日—8月底）是波苏战争期间在俄罗斯苏维埃联邦社会主义共和国的支持下成立的一个波兰临时政权，以在波兰建立一个苏维埃共和国（或作为苏维埃社会主义共和国联盟组成部分的波兰苏维埃社会主义共和国）为目标。

## 历史
1920年7月23日，俄国共产党（布尔什维克）波兰局在莫斯科创建临时波兰革命委员会，主席为尤利安·马尔赫利夫斯基，实际领导人为费利克斯·捷尔任斯基。这个决定是在波苏战争初期苏俄红军取得成功时作出的，目的是管理波兰领土。之所以称为“临时”委员会，是因为假设苏俄胜利后，权力将移交给波兰共产主义工人党。
7月24日，临时波兰革命委员会成员在斯摩棱斯克集结，将总部设在一列装甲列车上，并迅速前往明斯克（7月25日）、维尔诺（7月27日），于7月30日抵达比亚韦斯托克。委员会在布兰尼基宫设立常驻总部，并发布公告。
由于红军在华沙战役中失利，1920年8月22日，临时波兰革命委员会成员被迫与撤退的红军部队一起匆忙离开比亚韦斯托克，并于8月26日抵达明斯克。临时波兰革命委员会很快就停止活动，其成员被分配到前线司令部或战俘营，为波兰红军招募志愿者，但效果不佳。临时波兰革命委员会的一些关键人物后来在苏联境内创建波兰民族区时发挥了重要作用。